# Larráinzar
Larráinzar est une municipalité du Chiapas, au Mexique. Elle couvre une superficie de 171,04 km2 et compte 23 889 habitants en 2015.